# Volt (écrivain)
Pour les articles homonymes, voir Volt (homonymie).
Volt pseudonyme du comte Vincenzo Fani Ciotti (né à Viterbe le 27 juillet 1888 et mort à Bressanone le 22 juillet 1927) est un journaliste et poète italien.

## Biographie
Vincenzo Fani Ciotti est né à Viterbe le 27 juillet 1888 de la contesse Maria Martuzzi et du conte Fabio Fani Ciotti, patricien romain.
En 1916 il fait la connaissance de Filippo Tommaso Marinetti à Viareggio et se rapproche du Futurisme en écrivant , Manifesto della moda futurista et La casa futurista. Il figure parmi les créateurs du Teatro sintetico.
En 1921 il publie le raman de science-fiction  La fine del mondo.
Il a collaboré aux revues fascistes L'Idea Nazionale (it), L'Impero, Critica fascista (it), Il Popolo d'Italia, Gerarchia.
Il est également l'auteur d'un "Programme de la droite fasciste" en 1924.
Il est mort  à Bressanone le 22 juillet 1927 à l'âge de 38 ans d'une tuberculose.

## Œuvre
- Archi voltaici: parole in libertà e sintesi teatrali, Milan, Edizioni futuriste di Poesia, 1916.
- La fine del mondo: romanzo, Milan, Modernissima,1921.
- Programma della destra fascista,Florence,La voce,1923.
- Dal partito allo Stato,Brescia,Vittorio Gatti,1930.